# Agostina Pietrantoni
Agostina Pietrantoni, egentligen Livia Pietrantoni, född 27 mars 1864 i Pozzaglia Sabina, Rieti, Italien, död 13 november 1894 i Rom, var en italiensk nunna och sjuksköterska som tjänstgjorde vid Ospedale di Santo Spirito vid Vatikanen i Rom. Agostina Pietrantoni vördas som helgon inom Romersk-katolska kyrkan. Hennes minnesdag firas den 13 november.

## Biografi
Agostina Pietrantoni tjänstgjorde som sjuksköterska vid Ospedale di Santo Spirito, ett sjukhus beläget i närheten av Peterskyrkan. Patienterna led i huvudsak av tuberkulos och några av dem var våldsamma och kunde antasta och, någon gång, även misshandla sjuksköterskorna. Agostina verkade under dessa omständigheter och vinnlade sig om patienternas fysiska väl. 
Den 13 november 1894 attackerades Agostina av en förargad manlig patient, Giuseppe Romanelli. Han högg henne upprepade gånger med en kniv, och innan Agostina dog bad hon om att han skulle bli förlåten.
Agostina Pietrantoni helgonförklarades av påve Johannes Paulus II 1999. Hon har fått sitt sista vilorum i kyrkan San Nicola di Bari i Pozzaglia Sabina.

## Bilder

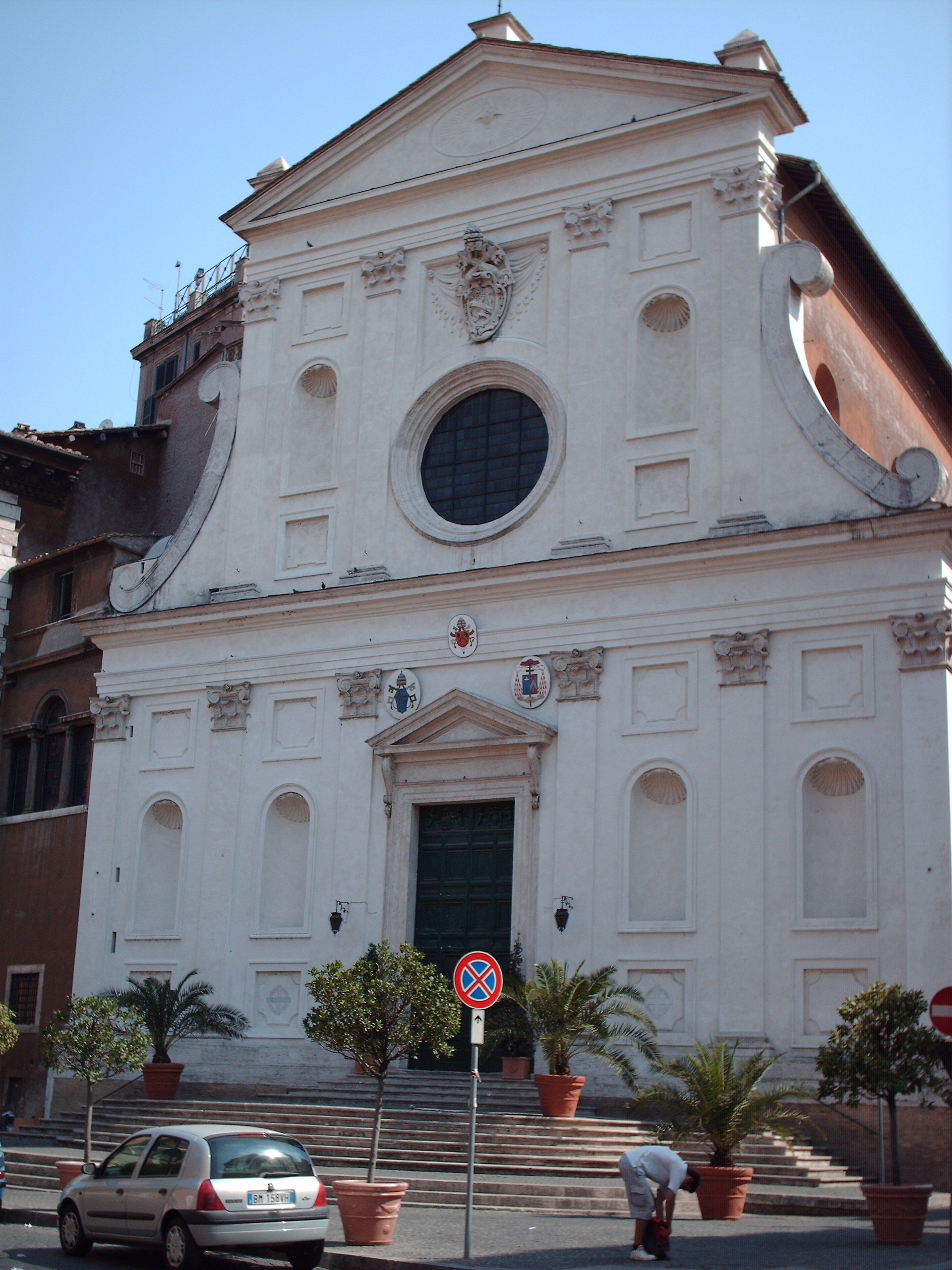
Kyrkan Santo Spirito in Sassia i Rom.
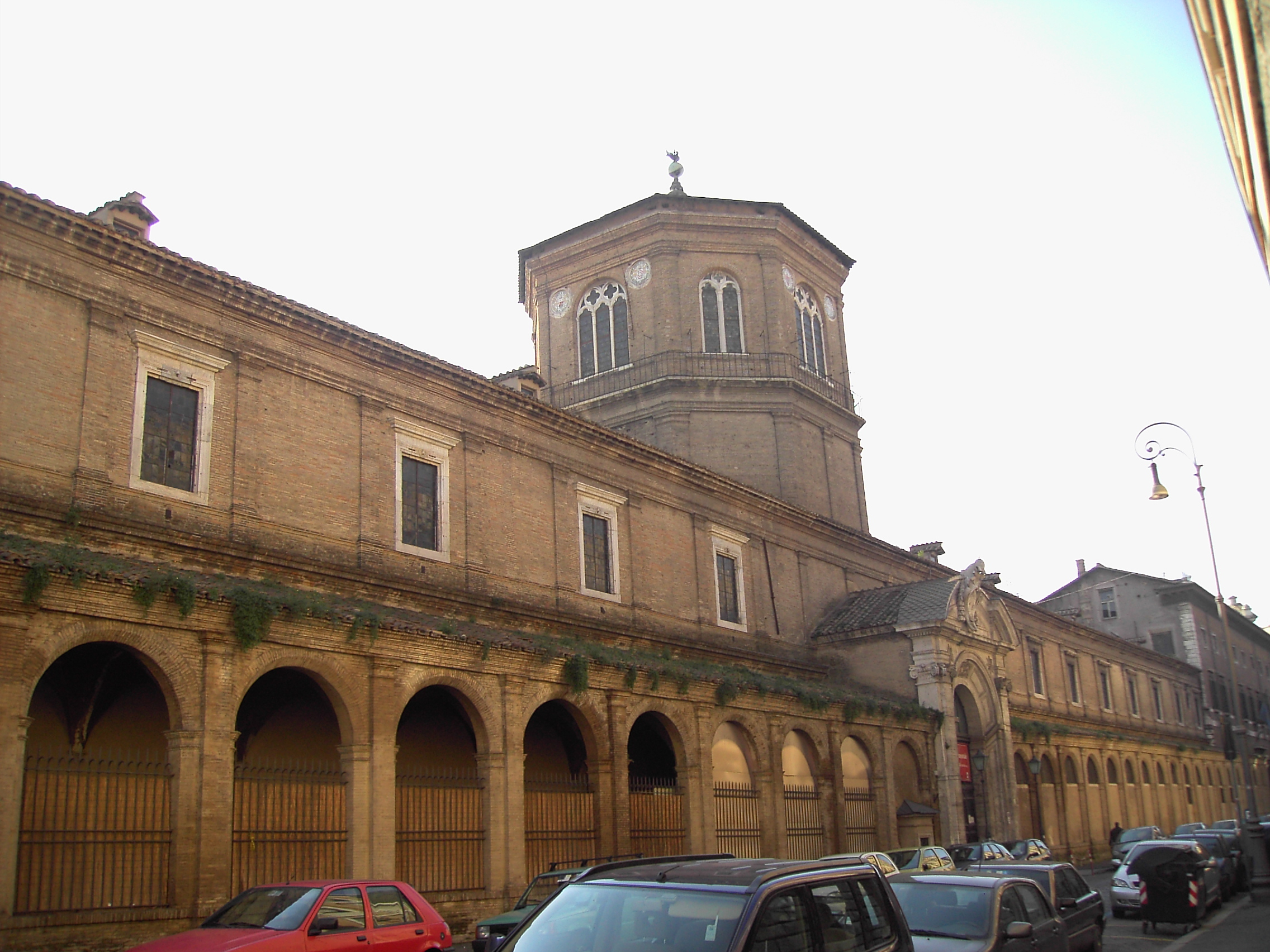
Ospedale di Santo Spirito där Agostina Pietrantoni tjänstgjorde som sjuksköterska.